# 시킴주

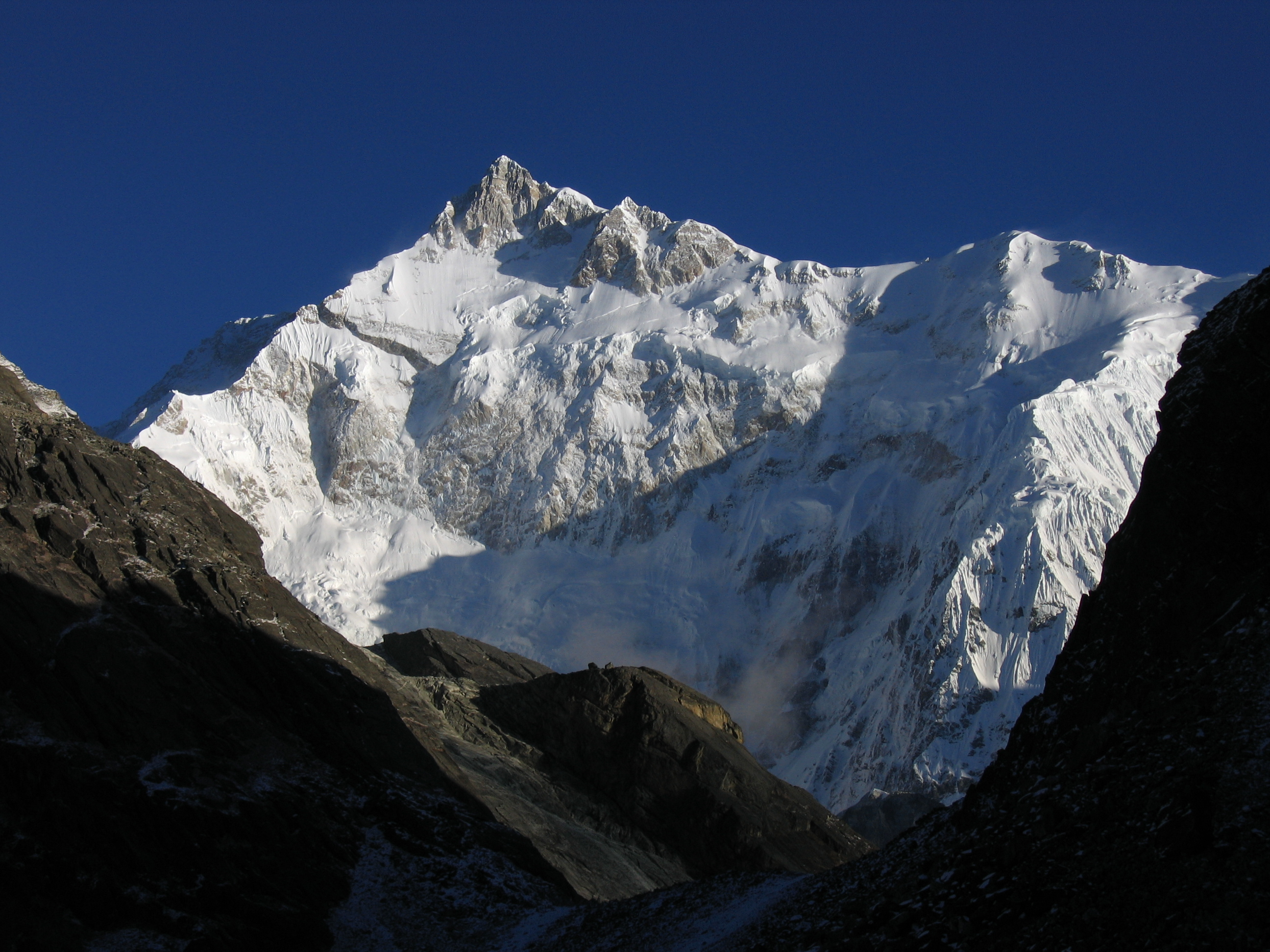

시킴주(Sikkim)는 인도 북동부에 위치한 주이다.
위치는 히말라야산맥 및 그 산록을 차지하여 기후는 고도에 따라 한대성에서 열대성까지의 다양한 분포를 보인다. 인접한 부탄과 같이 식물과 곤충의 종류가 많아 생물의 보고라고 불린다. 원주민은 티베트미얀마계 레프차인으로 레프차어를 사용하나, 예로부터 티베트·네팔 등지로부터의 침입이 있어 티베트계·인도계의 민족과 언어가 있으며, 현재는 네팔계가 시킴주의 다수 민족으로 네팔어가 시킴 제1의 언어이다.
주산업은 농업으로 쌀·수수·차 등이 생산된다. 면적 7,096km2, 인구 약 45만(1992), 주도는 강토크이다. 인도와 중국간에 유일하게 개방된 국경인 나투 라가 있다.

## 역사
청나라 영토였으며 인도의 서벵골 주 북부에 있는 시킴은 영국의 보호령을 거쳐 1950년 인도의 보호국이 되었다. 1975년 4월 14일 실시된 주민투표 결과 63%의 투표율과 97%의 찬성으로 합병안이 가결되어 인도는 1975년 5월 시킴 왕국을 인도의 22번째 주로 공식 합병시켰다.

## 인구
| 연도    | 인구    | ±% p.a. |
| ------- | ------- | ------- |
| 1901    | 59,014  | —       |
| 1911    | 87,920  | +4.07%  |
| 1921    | 81,721  | −0.73%  |
| 1931    | 109,808 | +3.00%  |
| 1941    | 121,520 | +1.02%  |
| 1951    | 137,725 | +1.26%  |
| 1961    | 162,189 | +1.65%  |
| 1971    | 209,843 | +2.61%  |
| 1981    | 316,385 | +4.19%  |
| 1991    | 406,457 | +2.54%  |
| 2001    | 540,851 | +2.90%  |
| 2011    | 610,577 | +1.22%  |
| source: |         |         |